# Eduard Angeli
Eduard Angeli (* 15. Juli 1942 in Wien) ist ein zeitgenössischer österreichischer Maler.

## Leben
Eduard Angeli studierte Malerei und Kunsterziehung an der Akademie der bildenden Künste Wien sowie der Geschichte an der Universität Wien. 1965 erfolgte sein Abschluss an der Klasse von Robin Christian Andersen. Von 1967 bis 1971 war sein Aufenthalt in Istanbul, von 1967 bis 1971 lehrte er als Gast-Professor an der Academy of Applied Arts in Istanbul. 1971 erfolgte seine Rückkehr nach Wien. Eduard Angeli lebt und arbeitet in Wien und Venedig. Anlässlich des 75. Geburtstags von Eduard Angeli zeigt die Albertina Wien eine Retrospektive seines Werks und präsentiert Gemälde und Zeichnungen von den Anfängen des Künstlers in den 1960er-Jahren bis heute.

## Werke (Auswahl)
- 1968: Wilhelm II. und Mohammed V.
- 1969: Orient und Okzident
- 1972: Zwischenlandung 1
- 1973: Für ein großes Ziel 2
- 1973: Zwischenlandung 2
- 1974: Neues Land
- 1975: Die Nachbarn 1
- 1975: Das Fest 1
- 1976: Das Ende der Reise 1
- 1976: Der Abend 1
- 1976: Der Mittag 2
- 1976: Der Morgen 3
- 1977: Das Feuer
- 1977: Die Erde
- 1978: Das Opfer
- 1980: Der heilige Baum 1
- 1982: Wasserbecken 3
- 1982: Wasserbecken 2
- 1984: Die schwarze Mole
- 1986: Die Passion
- 1986: Die römische Anatomie
- 1987: Der heilige Baum 2
- 1989: Das Kreuz des Südens
- 1989: Das schwarze Messer
- 1992: Die Trommel
- 1998: Der Besuch
- 1999: Der Spiegel
- 2001: Ufer 2
- 2003: Wasser
- 2005: Glass
- 2005: Bar 1
- 2005: Haus
- 2005: Leuchtturm 1
- 2005: Hof 2
- 2005: Sonnenschirm
- 2005: 10
- 2005: Kirche
- 2005: Hinterhof 1
- 2005: Zwei Fenster
- 2005: Brücke 2
- 2006: Torcello. Tag
- 2006: Calle
- 2006: Leuchtturm 2
- 2006: Bar 2
- 2007: Lido. Winter 2
- 2007: Kanal 2
- 2007: Kanal 7
- 2008: Nebel 1
- 2008: Nebel 3
- 2008: Mauer
- 2009: Hafen 2
- 2011: Hafen 3
- 2011: Das Haus mit dem Lautsprecher 1
- 2012: Leuchtturm grün
- 2012: Rotes Haus mit Lautsprecher
- 2013: Das schwarze Haus
- 2013: Der Kriukowkanal im Nebel 1
- 2013: Nebel am Kriukowkanal 2
- 2013: Die Isaakskathedrale bei Sturm
- 2013: Die Isaakskathedrale in einer weißen Nacht
- 2014: Die letzte Glut
- 2014: Das Gitter
- 2014: Nebel am Kriukowkanal
- 2014: Der Palastplatz
- 2016: Zeitungsstand 3
- 2016: Zeitungsstand 1
- 2017: Sonnenschirm
- 2017: Kanal 8
- 2017: Kanal 9
- 2017: Eloxal
- 2017: Ein Licht am Abend
- 2017: Ein Fenster
- 2017: Das Atelier
- 2017: Santo Spirito im Nebel 1
- 2017: Die Insel
- 2017: Das Gewitter
- 2018: Pellestrina Nacht
- 2018: Mond über der Lagune
- 2018: Malamocco
- 2018: Lido Winter
- 2018: Lido Sommer
- 2018: Die Hundeinsel
- 2018: Das Nonnenkloster
- 2018: Die Glasfabrik
- 2018: Das seltsame Haus
- 2018: Das seltsame Haus
- 2018: Der Hinterhof
- 2018: Haus mit dem Lautsprecher
- 2018: Die flache Insel

## Ausstellungen
- 2018/2019: Pastelle aus 2018, Galerie Welz, Salzburg[1]
- 2018: Albertina Contemporary Warhol bis Richter, Albertina[2]
- 2018: Infeld Haus der Kultur, Halbthurn[3]
- 2017: W&K – Wienerroither & Kohlbacher, Wien[4]
- 2017: Strabag Art Lounge, Wien
- 2017: Retrospektive, Albertina Wien[5]
- 2016: Galerie Welz, Salzburg
- 2015: Galerie Schloss Parz, Grieskirchen
- 2014: W&K – Wienerroither & Kohlbacher, Wien[6]
- 2012: W&K – Wienerroither & Kohlbacher, Wien
- 2012: Art Brut Forum Globart, Krems
- 2012: Kunsthalle Nexus, Saalfelden
- 2011: Galerie Welz, Salzburg
- 2009: Galleria in Cattedrale, Castello Aragonese d’Ischia
- 2008: Museo Correr, Venedig
- 2007: Galerie Jan Krugier & Cie, Genf
- 2006: Albertina, Wien
- 2003: Österreichische Galerie im Oberen Belvedere, Wien
- 1995: Rupertinum, Salzburg
- 1993: Historical Museum of the City of Wien
- 1991: Galerie Welz, Salzburg
- 1989: Galerie Ernst Hilger, Frankfurt
- 1988: Galleria Aragonese, Ischia
- 1987: Galerie Würthle, Wien
- 1986: Galerie d' Endt, Amsterdam
- 1986: Albertina, Wien
- 1985: Gurlitt Museum
- 1985: Neue Galerie der Stadt Linz-Wolfgang
- 1983: Taksim Art Gallery, Istanbul
- 1983: Kunstverein, Mannheim
- 1982: Galerie Jan Krugier, Genf
- 1981: Galerie Welz, Salzburg
- 1976: Kulturhaus, Graz
- 1976: Museum of the 20th Century, Wien
- 1975: Galerie 44, Düsseldorf
- 1973: Galerie Ariadne, Köln
- 1972: Galerie Ariadne, Wien
- 1969: Galerie Baltensberger, Zürich
- 1969: Forum Stadtpark, Graz
- 1968: State Academy of Fine Arts, Istanbul

## Öffentliche Sammlungen
- Aula, Universität von Salzburg: Triptych, 3 × 6 m
- Feuermauer, Wien 15: Wandbild auf Eternit, 26 × 12 m
- Allgemeines Krankenhaus (AKH), Wien: Die Verkündigung, Öl auf Canvas, 1,9 × 2,4 m
- Österreichische Nationalbank, Wien: Das blaue Tor, Öl auf Canvas, 12,5 × 5 m
- Landesnervenklinik Wagner-Jauregg, Linz: Licht, Öl auf Canvas, 5,4 × 1,8 m

## Auszeichnungen
- 2003: Goldenes Ehrenzeichen für Verdienste um das Land Wien
- 1983: Preis der Grafikbiennale Laibach
- 1982: Preis der Stadt Wien für Bildende Kunst
- 1970: Theodor-Körner-Preis, Wien
- 1963: Kunstförderungspreis der Zentralsparkasse der Gemeinde, Wien

### Ausstellungskataloge (Auswahl)
- 2017: Albertina, Wien, Texte von Klaus Albrecht Schröder, Philip Rylands, Konrad Paul Liessmann
- 2014: Galerie Wienerroither & Kohlbacher, Wien, Text von Klaus Albrecht Schröder
- 2012: Galerie Wienerroither und Kohlbacher, Wien, Texte von Klaus Albrecht Schröder, Philip Rylands
- 2008: Museo Correr, Venedig, Texte von Giandomenico Romanelli, Rainer Metzger
- 2007: Galerie Jan Krugier & Cie, Genf, Text von Philip Rylands
- 2006: Albertina, Wien, Text von Klaus Albrecht Schröder
- 2003: Österreichische Galerie Belvedere, Wien,  Text von Franz Smola, Konrad Paul Liessman, Klaus Albrecht Schröder, Michael Guttenbrunner, Werner Schneyder
- 1993: Historisches Museum der Stadt Wien, Texte von Günter Düriegl, Wolfgang Hilger, Hans Neuenfels
- 1989: Galerie Ernst Hilger, Wien und Frankfurt, Text von Dieter Ronte
- 1986: Albertina, Wien, Text von Walter Koschatzky, Veronica Birke und Alfred Hrdlicka
- 1983: Galerie Würthle, Wien, Text von Kristian Sotriffer
- 1979: Galerie Würthle, Wien, Text von Hans Dichand
- 1976: Museum des 20. Jahrhunderts, Wien
- 1976: Kulturhaus, Graz, Text von Karlheinz Roschitz
- 1975: Galerie Ariadne, Wien, Text von Alfred Schmeller
- 1973: Gültekin Elibal, Atatürk ve Resim Heykel (Atatürk in Figurative Art), Istanbul
- 1971: Galerie Kaiser, Wien, Texte von Otto Breicha und Gerhard Fritsch
- 1969: Galerie Baltensberger, Zurich, Text von Otto Breicha

### Monographien (Auswahl)
- 1994: Angeli, Wien (mit einem Essay von H. C. Artmann)
- 1988: Angeli, Wien (mit einem Essay von H. C. Artmann)

## Filme (Auswahl)
von Wilhelm Gaube, Wien:
- 2012: The Other Side, Cast Your Art (Video)[8]
- 2007: Wieso Venedig (Video)
- 2006: Gelb ist eine schöne Farbe (Video)
- 1998: Das Blaue Tor (16-mm Film)
- 1991: Sinnieren über Malerei (16-mm Film)
- 1989: Das schwarze Messer (16-mm Film)
- 1979: Verkündigung (16-mm Film)
- 1979: Erinnerung an Landschaft (16-mm Film)